# フレッシュ・アップ・アイ
『フレッシュ・アップ・アイ』は、2011年4月1日から2013年3月29日までFM AICHIで放送されていたラジオ番組。

## パーソナリティ
- 川本えこ - 月曜から木曜を担当。後述の吉川が産休に入ってからは金曜も担当していた。
- 吉川朋江 - 金曜を担当していたが、2013年2月22日放送分をもって産休に入った。そのまま番組は最終回を迎えたが、最終回では吉川も電話出演した。

## 放送時間
いずれも日本標準時。
- 月曜 - 金曜 7:30 - 11:00 （2011年4月 - 2012年3月）
- 月曜 - 金曜 8:20 - 11:00 （2012年4月 - 不明） - 『クロノス・アイチ』の放送開始と内包番組『SUZUKI Breakfast News』『Honda Smile Mission』の単独番組化によって放送枠が縮小。
- 月曜 - 木曜 8:20 - 11:00、金曜 8:20 - 10:45[1]（不明 - 2013年3月）

## タイムテーブル

### 7時台
- 7:30 番組オープニング
- 7:33 FM AICHI HEADLINE NEWS
- 7:34 SPORTS HEADLINE
- 7:36 おかえり・ウェザー - 当日午後6時の名古屋の天気と、傘の必要度合いを伝えていた。
- 7:47 FM AICHI TRAFFIC

### 8時台
- 8:00 SUZUKI Breakfast News
- 8:09 全国の天気
- 8:10 Honda Smile Mission
- 8:20 FM AICHI TRAFFIC
- 8:25 Honda Cars 愛知 ワールド・トピックス - 世界の注目ニュースを毎日1つピックアップ。
- 8:30 LAGUNA Swing The Seaside （月曜・水曜・金曜）
- 8:35 FM AICHI TRAFFIC